# Équipe de Roumanie des moins de 19 ans de football
Maillots
L'équipe de Roumanie de football des moins de 19 ans est constituée par une sélection des meilleurs joueurs roumains de moins de 19 ans sous l'égide de la Fédération de Roumanie de football.

## Parcours en Championnat d'Europe
| - 2002 : Non qualifiée - 2003 : Non qualifiée - 2004 : Non qualifiée - 2005 : Non qualifiée - 2006 : Non qualifiée - 2007 : Non qualifiée - 2008 : Non qualifiée - 2009 : Non qualifiée - 2010 : Non qualifiée - 2011 : 1er tour - 2012 : Non qualifiée - 2013 : Non qualifiée - 2014 : Non qualifiée - 2015 : Non qualifiée - 2016 : Non qualifiée - 2017 : Non qualifiée - 2018 : Non qualifiée - 2019 : Non qualifiée - 2020 - 2021 : Editions annullées - 2022 : 1er tour - 2023 : Non qualifiée |